# Richard II de Beaumont-au-Maine
Richard II de Beaumont-au-Maine, vicomte de Beaumont, est le fils de Raoul VIII de Beaumont et d'Agnès.

## Généalogie
La famille de Beaumont, puis de Beaumont-Brienne, domina cette région du Maine du Xe  au  XIVe siècle.

## Biographie
Il est marié avant 1218, et sa femme, donnèrent à l'abbaye de Pontlevoy la « Roche qui est sous leur château de Montrichard », et consentirent, en 1218, à la fondation de l'anniversaire de Baudouin de la Roche à Marmoutier. Qualifié chevalier et seigneur du Lude, Richard exempta l'Abbaye du Ronceray d'Angers des droits seigneuriaux sur le fief donné en Dissé par Giraud de Sacé, 1226 ; ratifia, la même année, l'abandon de ses privilèges sur le Prieuré de Vivoin ; s'accorda avec le prieur de Luché pour la juridiction sur l'Arpent-au-Moine, 1227 ; et avec l'abbaye de Villeloin au sujet de l'étang de Montpopun, 1228 ; scella la donation faite à l'abbaye d'Étival-en-Charnie par Raoul et Robert d'Étival après 1235, et lui-même donna une famille de serfs à l'abbaye de la Boissière en 1236. Hubert Bérenger tenait de lui des fiefs en Assé-le-Bérenger.
Ses premiers actes après la mort de son père furent la donation d'une rente à Hugues de Cohardon, de la dîme du moulin du Lude à l'Abbaye du Ronceray d'Angers, de 25 sols annuels à l'abbaye d'Étival-en-Charnie sur la prévôté de Beaumont, 1239, et de 100 sols pour l'anniversaire de ses parents la même année. En mai 1240, il fonda son propre anniversaire et celui de sa femme dans la même abbaye sur le manoir de Livet-en-Charnie. Il confirma enfin, en 1242, avant de mourir, toutes les donations de ses ancêtres et donna 10 livres sur la prévôté de Sainte-Suzanne pour lui et sa femme.
Il avait épousé Mathilde d'Amboise, fille de Sulpice III d'Amboise et d'Isabelle/Élisabeth de Chartres, qui donna à l'abbaye d'Étival-en-Charnie, à la sollicitation de la dame de Conches, 100 sols de rente sur le péage de Chaumont en 1233 ; et 20 livres de rente pour la fondation de deux chartreux, en 1243, sur Montrichard. Devenue veuve, elle convola avec Jean II de Soissons, comte de Soissons, et mourut sans enfants de ses deux unions, le 11 mai 1256, d'après l'Obituaire de N.-D. du Parc.
Pierre-Joseph Odolant-Desnos dit que Richard et Mathilde eurent un fils nommé Richard qui succéda à son père. Mais il se fonde sur un texte qui, d'après lui, prouve que ce fils était mort en 1237 avant son père qui, cette année-là, aurait confirmé une donation faite par lui et le dit décédé. Or, le texte n'indique pas cela, mais seulement que Raoul aurait donné à son fils Richard, de son vivant, la terre du Lude, et confirmé un de ses actes : Ego donationem quam Ricardus filius meus primogenitus fecit Deo et abbati Andegavensi, tempore quo idem Ricardus, de assensu meo et largitione mea dominus dudum existebat. Odolant-Desnos trouve encore que le texte d'une confirmation des dons de leurs ancêtres par Louis de Brienne et Agnès, sa femme, sœur de Richard II, prouve l'existence d'un neveu, nommé Richard, fils de Richard II. Mais justement il est question de Richard, époux de Mathilde, c'est-à-dire de Richard II. Le même auteur dit encore, d'après Dom Morice (t. I, p. 172), que Richard de Beaumont prit part à la croisade de 1240 sous la conduite de Pierre Mauclerc et de Thibaut Ier de Navarre, roi de Navarre, tout en avouant que cela se concilie mal avec les actes qu'il passe au Maine à la même époque. Il ajoute même qu'il mourut dans une expédition à Gaza, faite contre l'ordre des chefs. L'abbé Angot indique qu'il y a erreur. Il faut lire probablement Richard de Chaumont au lieu de Richard de Beaumont, puisque Richard mourut en France en 1242.
À sa mort, les vicomtes de Beaumont sont continués par sa sœur Agnès de Beaumont et son mari Louis de Brienne, qu'on vient d'évoquer : cf. l'article Ste-Suzanne.

## Source
- Abbé Angot, « Les vicomtes du Maine », dans Bulletin de la Commission historique et archéologique de la Mayenne, 1914, no 30, p. 180-232, 320-342, 404-424. .
- Comtes du Maine, Étienne Patou, 2007, .